# リライアントK (アルバム)
リライアントK（Relient K）は、アメリカ合衆国のクリスチャン・ロック、リライアントKによる2000年のアルバム。アメリカ合衆国では2000年の3月25日。

## 収録曲（アメリカ）
| 全作詞・作曲: マット・ティーセン、マット・フープス、ブライアン・ピットマン、スティーヴン・クッシュマン。 |                        |                                                                                                |                                                                                                |       |
| # | タイトル               | 作詞                                                                                           | 作曲・編曲                                                                                     | 時間  |
| 1. | 「Hello McFly」        | マット・ティーセン 、 マット・フープス 、 ブライアン・ピットマン 、 スティーヴン・クッシュマン | マット・ティーセン 、 マット・フープス 、 ブライアン・ピットマン 、 スティーヴン・クッシュマン | 2:49  |
| 2. | 「My Girlfriend」      | マット・ティーセン 、 マット・フープス 、 ブライアン・ピットマン 、 スティーヴン・クッシュマン | マット・ティーセン 、 マット・フープス 、 ブライアン・ピットマン 、 スティーヴン・クッシュマン | 2:47  |
| 3. | 「Wake Up Call」       | マット・ティーセン 、 マット・フープス 、 ブライアン・ピットマン 、 スティーヴン・クッシュマン | マット・ティーセン 、 マット・フープス 、 ブライアン・ピットマン 、 スティーヴン・クッシュマン | 3:19  |
| 4. | 「Benediction」        | マット・ティーセン 、 マット・フープス 、 ブライアン・ピットマン 、 スティーヴン・クッシュマン | マット・ティーセン 、 マット・フープス 、 ブライアン・ピットマン 、 スティーヴン・クッシュマン | 1:39  |
| 5. | 「When You're Around」 | マット・ティーセン 、 マット・フープス 、 ブライアン・ピットマン 、 スティーヴン・クッシュマン | マット・ティーセン 、 マット・フープス 、 ブライアン・ピットマン 、 スティーヴン・クッシュマン | 2:02  |
| 6. | 「Softer To Me」       | マット・ティーセン 、 マット・フープス 、 ブライアン・ピットマン 、 スティーヴン・クッシュマン | マット・ティーセン 、 マット・フープス 、 ブライアン・ピットマン 、 スティーヴン・クッシュマン | 3:22  |
| 7. | 「Charles In Charge」  | マット・ティーセン 、 マット・フープス 、 ブライアン・ピットマン 、 スティーヴン・クッシュマン | マット・ティーセン 、 マット・フープス 、 ブライアン・ピットマン 、 スティーヴン・クッシュマン | 2:39  |
| 8. | 「Staples」            | マット・ティーセン 、 マット・フープス 、 ブライアン・ピットマン 、 スティーヴン・クッシュマン | マット・ティーセン 、 マット・フープス 、 ブライアン・ピットマン 、 スティーヴン・クッシュマン | 2:59  |
| 9. | 「anchorage」          | マット・ティーセン 、 マット・フープス 、 ブライアン・ピットマン 、 スティーヴン・クッシュマン | マット・ティーセン 、 マット・フープス 、 ブライアン・ピットマン 、 スティーヴン・クッシュマン | 0:22  |
| 10. | 「17 Magazine」        | マット・ティーセン 、 マット・フープス 、 ブライアン・ピットマン 、 スティーヴン・クッシュマン | マット・ティーセン 、 マット・フープス 、 ブライアン・ピットマン 、 スティーヴン・クッシュマン | 3:06  |
| 11. | 「Balloon Ride」       | マット・ティーセン 、 マット・フープス 、 ブライアン・ピットマン 、 スティーヴン・クッシュマン | マット・ティーセン 、 マット・フープス 、 ブライアン・ピットマン 、 スティーヴン・クッシュマン | 2:58  |
| 12. | 「Everything Will Be」 | マット・ティーセン 、 マット・フープス 、 ブライアン・ピットマン 、 スティーヴン・クッシュマン | マット・ティーセン 、 マット・フープス 、 ブライアン・ピットマン 、 スティーヴン・クッシュマン | 3:31  |
| 13. | 「Nancy Drew」         | マット・ティーセン 、 マット・フープス 、 ブライアン・ピットマン 、 スティーヴン・クッシュマン | マット・ティーセン 、 マット・フープス 、 ブライアン・ピットマン 、 スティーヴン・クッシュマン | 2:48  |
| 14. | 「K Car」              | マット・ティーセン 、 マット・フープス 、 ブライアン・ピットマン 、 スティーヴン・クッシュマン | マット・ティーセン 、 マット・フープス 、 ブライアン・ピットマン 、 スティーヴン・クッシュマン | 12:12 |